# 米国リベラル教育学会
米国リベラル教育学会（英語: The American Academy for Liberal Education、略称: AALE）は、アメリカ合衆国に本部を置く、リベラル・アーツ教育の振興と認定を行う団体である。

## 歴史
AALEは1992年、学部におけるリベラル・アーツ教育の支援と認定を目的として設立された。設立者には、ジャック・バーザンやリン・チェイニーらが加わった。
1995年7月、米国教育省はAALEを大学認定団体として承認した。

## 日本における認定
AALEによる認定を受けたリベラル・アーツ・カレッジは米国以外にもある。日本においては、2005年に国際基督教大学 (ICU) が自己点検評価報告書を提出し、同年10月の視察委員実地視察を経て、同年11月30日付で認証（10年間有効）を受けた。これにより、ICUにおいて世界基準に適合したリベラルアーツ教育が行われていることが確認された。